# 에두아르두 페헤이라 호드리게스
에두아르두 페헤이라 호드리게스(포르투갈어: Eduardo Pereira Rodrigues, 1992년 1월 7일 ~ )는 브라질의 축구 선수로, 포지션은 공격형 미드필더와 윙어를 소화한다. 애칭으로 두두라고도 불리며, 현재 파우메이라스에서 활약하고 있다.

## 선수 경력

### 크루제이루
두두는 크루제이루 EC에서 첫 성인 무대 커리어를 시작했다. 캄페오나투 브라질레이루 세리이 A 2009 시즌 6월 14일 SE 파우메이라스와의 경기에 출전하며, 데뷔전을 가졌다.

#### 쿠리치바 (임대)
2010년 4월 27일 쿠리치바로 임대 이적을 떠났다.

### 디나모 키예프
2011년 8월 27일 두두는 500만 유로의 이적료를 기록하며 우크라이나 프리미어리그 FC 디나모 키예프로 이적하였다.

#### 그레미우 (임대)
2014년 2월 11일 그레미우로 1년 임대 이적을 떠났다.

### 파우메이라스
2015년 1월 11일 두두는 SE 파우메이라스와 4년 계약을 맺으며 이적하였다. 두두는 파우메이라스의 핵심 미드필더로 자리매김하였고, 2015시즌 코파 두 브라질의 트로피를 들어올렸다. 2016 시즌에는 캄페오나투 브라질레이루 세리이 A에서 우승하며, 본인 커리어 최초로 최상위 리그 타이틀을 획득했다.

## 수상

### 구단
쿠리치바
- 캄페오나투 브라질레이루 세리이 B : 2010

크루제이루
- 캄페오나투 미네이루 : 2011

SE 파우메이라스
- 캄페오나투 브라질레이루 세리이 A : 2016
- 코파 두 브라질 : 2015

### 국가대표
브라질 U-20
- FIFA U-20 월드컵 : 2011

### 개인
- 캄페오나투 브라질레이루 세리이 A 올해의 팀 : 2016
- 볼라 지 오우루 : 2016

## 논란
2025년 7월 18일, 아틀레치쿠 미네이루 소속 브라질 축구 선수 두두는 2023년 소셜미디어에 파우메이라스 회장 레일라 페레이라를 향해 게시한 여성혐오적 발언으로 인해 브라질 스포츠 법원(STJD)으로부터 6경기 출장 정지와 9만 헤알의 벌금 처분을 받았다. 이 판결은 브라질 여성 연합(União Brasileira de Mulheres)의 고발에 따라 이루어졌으며, 페레이라 본인의 증언도 포함되었다. 아틀레치쿠 미네이루는 판결 확정 전까지 선수가 출전할 수 있도록 임시 출전 정지 효력 정지를 신청했다. 또한 두두와 페레이라 양측은 명예훼손 및 정신적 피해에 대한 민사 소송도 병행하고 있다.